# Lamalou-les-Bains
Lamalou-les-Bains település Franciaországban, Hérault megyében. Lakosainak száma 2421 fő (2022. január 1.). Lamalou-les-Bains Les Aires, Combes, Hérépian, Le Poujol-sur-Orb és Taussac-la-Billière községekkel határos.

## Népesség
A település népességének változása:
| Lakosok száma | 2029 | 2202 | 2194 | 2247 | 2586 | 2576 | 2509 | 2500 | 2483 | 2421 |
|               | 1968 | 1982 | 1990 | 2006 | 2013 | 2015 | 2017 | 2019 | 2020 | 2022 |